# Ludvig Fasting
Ludvig Fasting (* 21. Juni 1789 auf Christianssæde, Skørringe Sogn; † 24. November 1863 in Kopenhagen) war ein dänischer Pädagoge, Lehrer, Kinderbuchautor, Übersetzer, Offizier und Inspektor in Grönland.

## Leben

### Frühes Leben
Ludvig Fasting war der Sohn des Amtsverwalters von Kronborg Jens Martin Fasting (1756–1821) und seiner Frau Christiane Charlotte Oxenbøll (1763–1837). Sein Großvater Hans Fasting wurde in Bergen geboren und wanderte später nach Dänemark aus. Sein Urgroßvater Gert Fasting (Geert Vasting) war 1730 aus der Gegend um Bremen nach Norwegen eingewandert, wo bereits um 1660 drei andere Familienmitglieder eingewandert waren.
Ludvig Fasting besuchte die angesehene Schule Herlufsholm, die er 1808 abschloss. Anschließend zog er nach Kopenhagen, um an der Universität Kopenhagen Jura zu studieren. Er durfte von 1816 bis 1821 im ebenso angesehenen Studentenwohnheim Elers' Kollegium wohnen. Etwa zu dieser Zeit gründete er eine Realschule in Kopenhagen. 1817 verfasste er ein Lesebuch für Schüler. Daneben übersetzte er auch Märchen und Fabeln für Kinder und Jugendliche aus dem Deutschen ins Dänische. 1820 war er an der Gründung der dänischen Studentenvereinigung beteiligt. Er gilt zudem als Vorbild für eine Figur in Poul Martin Møllers En dansk Students Eventyr. Nebenher diente er auch im Königlichen Leibkorps, einer Studentenkompanie, der alle Studenten angehörten. 1817 wurde er Sekondleutnant, 1819 Premierleutnant und 1821 Kapitän und Kompaniechef. Fasting legte nur das Zweitexamen ab, nicht aber das juristische Examen, sondern begann 1826 als Lehrer für Dänisch, Deutsch und Naturgeschichte an Det Kongelige Landkadetkorps zu unterrichten.

### Zeit als Inspektor
Am 5. Februar 1828 ernannte ihn Den Kongelige Grønlandske Handel als Nachfolger von Carl Peter Holbøll kommissarisch zum Inspektor von Nordgrönland. Ludvig Fasting verließ daraufhin am 18. März das Leibkorps im Range eines Majors. Er heiratete am 11. April 1828 in Fredensborg Beate Sophie Elisabeth von Bergen (1799–1857), Tochter des Sekretärs, Archivars, Stempelverwalters und Kammerrats Johan Daniel/David von Bergen (1762–1830) und seiner Frau Beate Antoinette Elisabeth Schnabel (1778–1842).
Am 25. April verließ er Dänemark und machte sich mit dem Schiff nach Grönland auf. Bereits kurz nach seiner Ankunft wurde er fest zum Inspektor ernannt. Im Folgejahr wurde die Tochter Beate Charlotte (*/† 1829) geboren, die zwei Tage nach der Geburt starb. Von 1831 bis 1832 erhielt er Heimaturlaub, wo seine Tochter Martinette Johanne „Hanne“ (1831–1887) geboren wurde. In diesem Jahr wurde er von Johan Christian Geisler vertreten. Fasting setzte sich für die wirtschaftliche und gesundheitliche Entwicklung des Landes ein, stattete die Bevölkerung mit besseren Jagdwaffen und Waren aus, erhöhte die Produktionspreise und bemühte sich um besser gebaute Wohnhäuser. Zugleich galt er jedoch als streng und geriet häufig mit seinen Angestellten in Konflikt. Von 1837 bis 1839 musste er aus gesundheitlichen Gründen erneut beurlaubt werden, wobei Johan Peter Petersen ihn vertrat. 1838 schrieb er deswegen von Dänemark aus einen dänisch-grönländischsprachigen Sendbrief an die gesamte nordgrönländische Bevölkerung. Er gründete die aufgelöste nordgrönländische Lesegesellschaft neu und anlässlich des goldenen Thronjubiläums von König Friedrich VI. gründete er die Gesellschaft zum Wohle Grönlands, die aber nur kurz bestand. Wegen anhaltender gesundheitlicher Probleme konnte er 1842 während einer Reise nicht zu seinem Sitz in Qeqertarsuaq zurückkehren, sondern musste in Qasigiannguit überwintern. Daraufhin reichte er seinen Rücktritt ein und kehrte 1843 nach Dänemark zurück. Sein kommissarischer Nachfolger wurde Hans Peter Christian Møller.

### Spätes Leben
Die folgenden sieben Jahre lebte er von seiner Pension, während er sich um neue Ämter bemühte, bevor er 1850 zum Direktor der Kopenhagener Armenfürsorge ernannt wurde. Er verließ das Amt im Zuge einer Umstrukturierung 1857. 1850 hatte er die Schülervereinigung Herlovianersamfundet gegründet, der er bis 1856 vorstand. Ludvig Fasting starb 1863 im Alter von 74 Jahren. Er war der Großonkel des dänischen Malers Johannes Wilhjelm.

## Werke
- 1817: Læsebog for Borgerskoler („Lesebuch für Bürgerschulen“) (Neuauflage, ursprünglich von Christian Gotthilf Salzmann, übersetzt von Hans Wilhelm Riber)
- 1822: Ulykkes-Historier til Advarsel for Børn („Unglücksgeschichten zur Warnung von Kindern“) (Übersetzung)
- 1822: Moersomme og lærerige Eventyr („Spaßige und lehrreiche Märchen“) (Übersetzung mit Niels Thorup Bruun, ursprünglich von Johann Andreas Christian Löhr)
- 1822: Fabler for Ungdommen („Fabeln für die Jugend“) (Übersetzung, ursprünglich von August Gottlieb Meißner)
- 1822: Nogle Oplysninger i Striden angaaende de tydske Skoler („Einige Informationen im Streit bezüglich der deutschen Schulen“)
- 1825: Eventyr for Ungdommen til uskyldig Moro og Hjertets Dannelse („Märchen für die Jugend zum unschuldigen Spaß und Bildung des Herzens“)
- 1838: Sendebrev til alle Grønlænderne i Norden / Aglekkæt neksiutæt Kaladlinnut tamannut auangnarmiunnut („Sendbrief an alle Grönländer im Norden“)
- 1847: Endnu et Par Ord om det kongelige nordiske Oldskriftselskab („Noch ein paar Worte über die königliche nordische Altschriftengesellschaft“)
- 1848: Grønland er ogsaa en dansk Coloni („Grönland ist auch eine dänische Kolonie“)